# Wadajir (distrito)
Distrito de Wadajir (somali:  Degmada Wadajir), também chamado de distrito de Medina ou distrito de Madina é um distrito na região centro-sul de Banaadir, na Somália. Alguns bairros do sudoeste de Mogadíscio estão localizados neste distrito, bem como a Universidade Nacional da Somália. Também a antiga Embaixada dos EUA, agora um campo de refugiados chamado Siliga Amerikanka, e a antiga Academia Militar Jaalle Ziyad, agora usada pelo Contingente Militar AMISOM Brunidan está situada no distrito.